# MB21D1
MB21D1‏ (Cyclic GMP-AMP synthase) هوَ بروتين يُشَفر بواسطة جين MB21D1 في الإنسان.